# Escurolles

Escurolles este o comună în departamentul Allier din centrul Franței. În 1 ianuarie 2022 avea o populație de 797 de locuitori.